# Странная драма
«Странная драма» (фр. Drôle de drame) — кинофильм режиссёра Марселя Карне, вышедший на экраны в 1937 году. Экранизация романа Дж. Сторера Клаустона «Загадка номера 47» (англ. The Mystery of Number 47, 1912).

## Сюжет
На собрании в Лондоне епископ Арчибальд Сопер яростно разоблачает «порочную» литературу, в частности детективные романы некоего Феликса Шапеля. Среди посетителей — его кузен Ирвин Молинё, скромный ботаник, специалист по мимозам, а на самом деле истинный автор романов Шапеля. Собрание прерывается появлением Уильяма Крампса — известного убийцы мясников, который сбегает от полиции, однако перед этим обвиняет в своём моральном падении писателя Шапеля и обещает расправиться с тем. Епископ напрашивается на ужин к Молинё, жена которого после ухода кухарки вынуждена сама готовить и потому не может присутствовать за столом. Чтобы избежать позора, епископу сказано, что она уехала к друзьям в деревню. Однако подозрительный церковник не верит кузену и напрашивается переночевать. Желая как-то избавиться от назойливого родственника, супруги ночью покидают дом под тем предлогом, что господин Молинё должен присоединиться к жене. Это окончательно подрывает доверие епископа, который утром вызывает полицию и объявляет, что Ирвин Молинё убил собственную жену и спрятал её тело...

## В ролях
- Франсуаза Розе — Маргарет Молинё
- Мишель Симон — Ирвин Молинё, муж Маргарет
- Жан-Пьер Омон — Билли, молочник
- Луи Жуве — епископ Арчибальд Сопер
- Надин Фогель — Ева, горничная
- Анри Гизоль — Баффингтон, репортёр
- Женни Бюрне — мадам Пенсил, кухарка
- Жан-Луи Барро — Уильям Крампс, убийца мясников
- Пьер Альковер — инспектор Брэй из Скотланд-Ярда